# Yanis Mbombo
Yanis Mbombo Lokwa (Bruxelles, 8 aprile 1994) è un calciatore belga, attaccante del Virton.

## Carriera

### Club
Cresciuto nelle giovanili dello Standard Liegi, ha esordito il 12 dicembre 2013 in un match di UEFA Europa League perso 3-1 contro l'Elfsborg segnando la rete del momentaneo vantaggio.

### Nazionale
Ha giocato nelle nazionali giovanili belghe Under-17, Under-18 ed Under-21.

## Statistiche

### Presenze e reti nei club
Statistiche aggiornate al 30 gennaio 2017.
| Stagione              | Squadra               | Campionato            | Campionato | Campionato | Coppe nazionali | Coppe nazionali | Coppe nazionali | Coppe continentali | Coppe continentali | Coppe continentali | Altre coppe | Altre coppe | Altre coppe | Totale | Totale | Totale |
| Stagione              | Squadra               | Comp                  | Pres       | Reti       | Comp            | Pres            | Reti            | Comp               | Pres               | Reti               | Comp        | Pres        | Reti        | Pres   | Reti   |        |
| --------------------- | --------------------- | --------------------- | ---------- | ---------- | --------------- | --------------- | --------------- | ------------------ | ------------------ | ------------------ | ----------- | ----------- | ----------- | ------ | ------ | ------ |
| 2013-2014             | Standard Liegi        | D1                    | 2          | 0          | CB              | 0               | 0               | UEL                | 1                  | 1                  |             | -           | -           | 3      | 1      |        |
| ago. 2014             | Standard Liegi        | D1                    | 4          | 1          | CB              | 0               | 0               | UCL                | 4                  | 1                  |             | -           | -           | 8      | 2      |        |
| Totale Standard Liegi | Totale Standard Liegi | Totale Standard Liegi | 6          | 1          |                 | 0               | 0               |                    | 5                  | 2                  |             | -           | -           | 11     | 3      |        |
| 2014-2015             | Auxerre               | L2                    | 8          | 3          | CF+CdL          | 0+1             | 0+1             |                    | -                  | -                  |             | -           | -           | 9      | 4      |        |
| 2015-gen. 2016        | Sint-Truiden          | D1                    | 9          | 2          | CB              | 1               | 0               |                    | -                  | -                  |             | -           | -           | 10     | 2      |        |
| gen.-giu. 2016        | Sochaux               | L2                    | 11         | 1          | CF+CdL          | 3+0             | 0               |                    | -                  | -                  |             | -           | -           | 14     | 1      |        |
| 2016-2017             | Standard Liegi        | D1                    | 0          | 0          | CB              | 0               | 0               |                    | -                  | -                  |             | -           | -           | 0      | 0      |        |
| 2017                  | Örebro                | A                     | 4          | 0          | CS              | 2               | 0               |                    | -                  | -                  |             | -           | -           | 6      | 0      |        |
| 2017-2018             | R.E. Mouscron         | D1                    | 6          | 0          | CB              | 2               | 0               |                    | -                  | -                  |             | -           | -           | 8      | 0      |        |
| Totale carriera       | Totale carriera       | Totale carriera       | 44         | 7          |                 | 9               | 1               |                    | 5                  | 2                  |             | -           | -           | 58     | 10     |        |